# Lysidice rufa
Lysidice rufa är en ringmaskart som beskrevs av Gosse 1853. Lysidice rufa ingår i släktet Lysidice och familjen Eunicidae. Inga underarter finns listade i Catalogue of Life.